# Proefplaatsing
De proefplaatsing is een Nederlandse regeling uitgevoerd door het UWV die bedoeld is om uitkeringsgerechtigden aan het werk te helpen

## Inhoud regeling
Een werkgever kan iemand die op dat moment een uitkering ontvangt een proefplaatsing aanbieden. Gedurende de proefplaatsing ontvangt de werknemer geen loon maar wordt de uitkering door het UWV doorbetaald. Als blijkt dat de werknemer geschikt is voor het werk neemt de werkgever de werknemer na de proefplaatsing in dienst. De proefplaatsing duurt in principe 2 maanden, vroeger was dit 3 maanden.

## Voorwaarden regeling
De regeling wordt uitgevoerd door het UWV onder bepaalde beleidsregels.
- De werknemer dient voor proefplaatsing minimaal 3 maanden werkloos te zijn geweest.
- De werknemer kan zonder proefplaatsing waarschijnlijk niet aan deze baan komen.
- De werknemer vraagt toestemming voor de proefplaatsing bij het UWV.
- De werkgever heeft de intentie de werknemer, bij goed functioneren, minimaal 6 maanden in dienst te nemen.

## Geschiedenis
De eerste regeling proefplaatsing is in 1996 ingevoerd als onderdeel van een nieuwe aanpak van de re-integratie op de arbeidsmarkt van werkloze arbeidsgehandicapten en opgenomen in de wet op de arbeidsongeschiktheidsverzekering. De reikwijdte van de wet was toen nog een stuk beperkter, aangezien deze alleen gold voor arbeidsgehandicapten. 